# 中立の塔

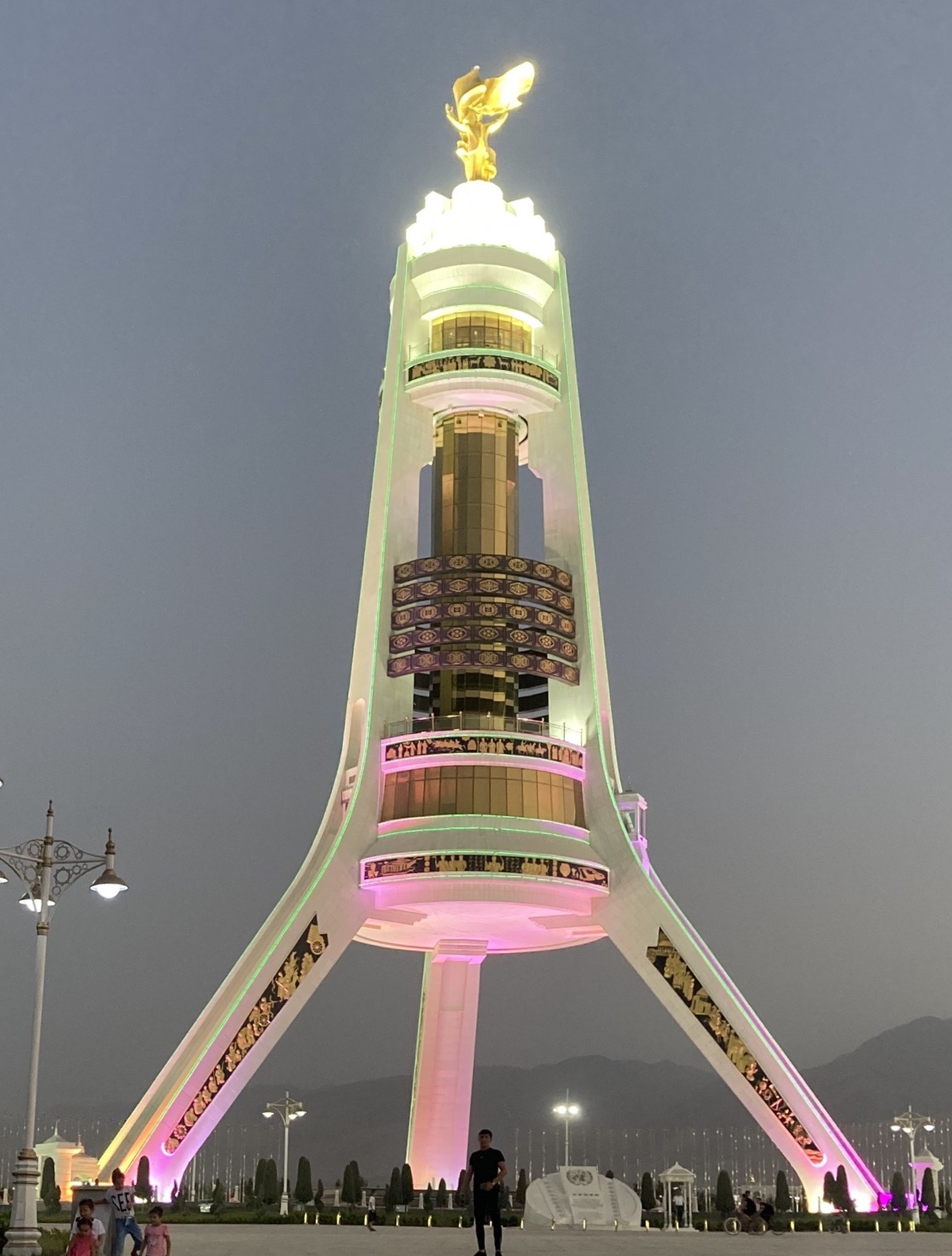
アシガバート郊外にある中立の塔（夜間時の様子）

中立の塔（トルクメン語: Bitaraplyk arkasy）およびニュートラリティ・アーチ（英語: Neutrality arch）とは、トルクメニスタンのアシガバートにある記念碑である。

## 概要
当該施設は1995年にトルクメニスタンが永世中立国の立場を国際的に承認されたことを記念して、1998年に当時のトルクメニスタンの大統領サパルムラト・ニヤゾフの命令によって建設された塔である。塔の形はトルクメンが焚火で調理をする際に使用する伝統的な三脚の五徳状の器具がモチーフとなっており、「ウチ・アヤック（Üç aýak，「三本脚」の意）」の愛称で呼ばれている。塔を支える脚の内側にはエレベーターが設置されている。
記念碑の頂上には高さ12mの金メッキを施したニヤゾフの像があり、常に太陽の方向を向いて回転する仕掛けがされていた。塔の全長は95m、ニヤゾフの黄金像の高さは12mであるが、この数値はトルクメニスタンが永世中立国となった1995年12月に由来している。アシガバートの中心部に位置する塔は近隣の大統領宮殿よりも高い建物であり、町のビル群の遠景の中でもひときわ目立っていた。塔にはパノラマの展望台が据え付けられており、訪問客に人気の施設となっていた。

### 移転
建設当時、中立の塔は大統領宮殿近くの独立広場の北に建てられていたが、2011年に郊外の中立大通りの南端に移設された。
2010年1月18日、ニヤゾフの後任の大統領であるグルバングル・ベルディムハメドフは、塔の解体と移転作業を開始する法令に署名した。早ければ2008年にも塔が解体される報道もされていたが、2010年までベルディムハメドフは撤去に署名しなかった。解体作業は公的にはアシガバートの都市計画を改善するための活動だと述べられているが、全体主義色の強い政権の指導者であるニヤゾフが20年間に作り上げた行き過ぎた個人崇拝を排除する政策の一環だと考えられている。ニヤゾフは都市や空港にも自分自身の名前を付け、氷の宮殿と高さ40mのピラミッドの建設を命じたが、それらの中でも中立の塔に置かれた金メッキの像は彼が遺した最も悪名高いシンボルだといわれている。
ベルディムハメドフは塔を建設したトルコのポリメクス社に解体を発注し、2010年8月26日にニヤゾフの黄金像が撤去されたが、塔が移転した後に元に戻された。移設後の塔に設置された黄金像には、太陽に向けて回転する仕掛けは取り付けられていない。

## 紙幣に描かれた中立の塔

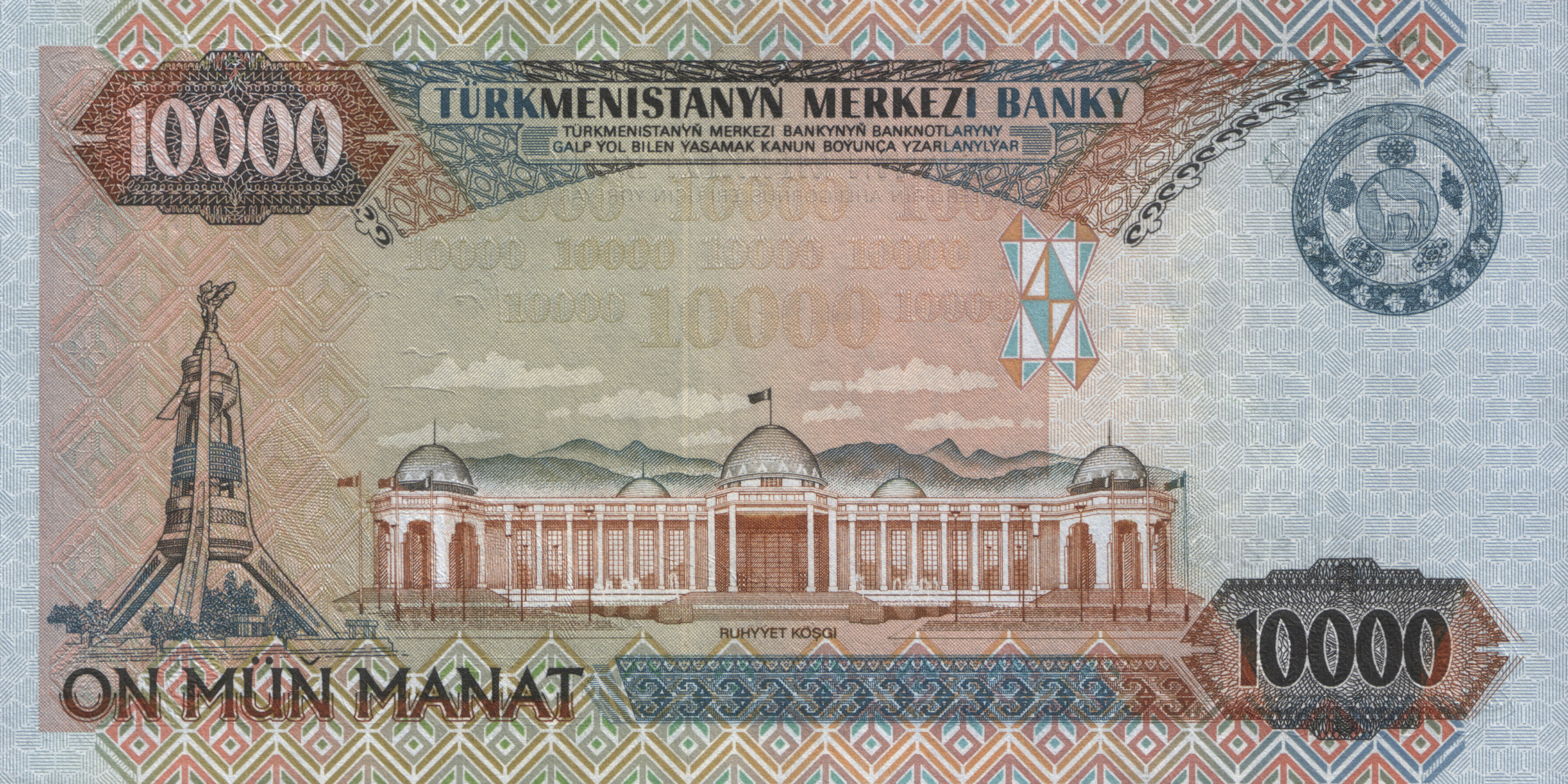
10000マナト
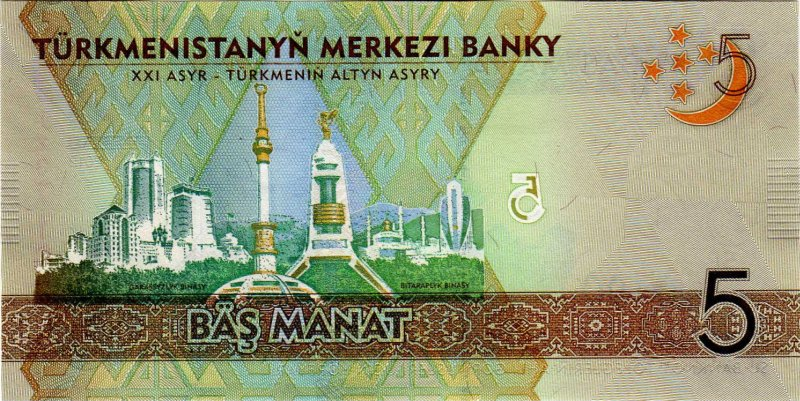
5マナト